# Pozděchov
Pozděchov (in tedesco Posdiechow) è un comune della Repubblica Ceca facente parte del distretto di Vsetín, nella regione di Zlín.